# Bruno Cosme
Bruno Cosme (20 de dezembro de 1962) - sacerdote católico francês servindo no Camboja, missionário, membro da Sociedade de Missões Estrangeiras em Paris, administrador apostólico sede vacante da Prefeitura Apostólica de Kompong Cham.
Foi ordenado sacerdote em 3 de julho de 1994. Em 25 de julho de 2019 foi eleito administrador apostólico sede vacante da Prefeitura Apostólica de Kompong Cham.